# Rapta
Rapta (Grec antic: Ράπτα) fou un centre comercial situat a la costa de l'Àfrica oriental, que guanyà importància per primera vegada durant el segle I. La seva localització exacte encara no es coneix, tot i que hi ha diversos indrets plausibles com a candidats. L'antic Periple de la Mar Eritrea descriu Rapta com «el darrer centre comercial d'Azània», a dos dies de viatge de l'illa Menouthias (Capítol 16).
Segons Claudi Ptolemeu, Diògenes, un comerciant amb l'Índia, va sortir de la seva ruta habitual i, després de viatjar 25 dies cap al sud seguint la costa africana, va arribar a Rapta, situada on el riu del mateix nom entrava a l'oceà Índic, davant de l'illa de Menouthias. Diògenes també ens diu que el riu tenia el seu naixement prop de les Muntanyes de la Lluna, prop del pantà on també es va dir que sorgia el Nil.
Rapta també és esmentada per l'autor del segle vi Cosme Indicopleustes.

## Localització
G.W.B. Huntingford enumera cinc possibles localitzacions per Rapta:
- Tanga (Tanzània), a la boca dels rius Mkulumuzi i Sigi
- Pangani, a la boca del riu Pangani
- Msasani, a tres milles al nord de Dar es Salaam, o el mateix Dar es Salaam
- Kisuyu
- Algun indret situat al delta del riu Rufiji, davant de l'illa de Mafia.